# Gastronomía de la provincia de Jaén

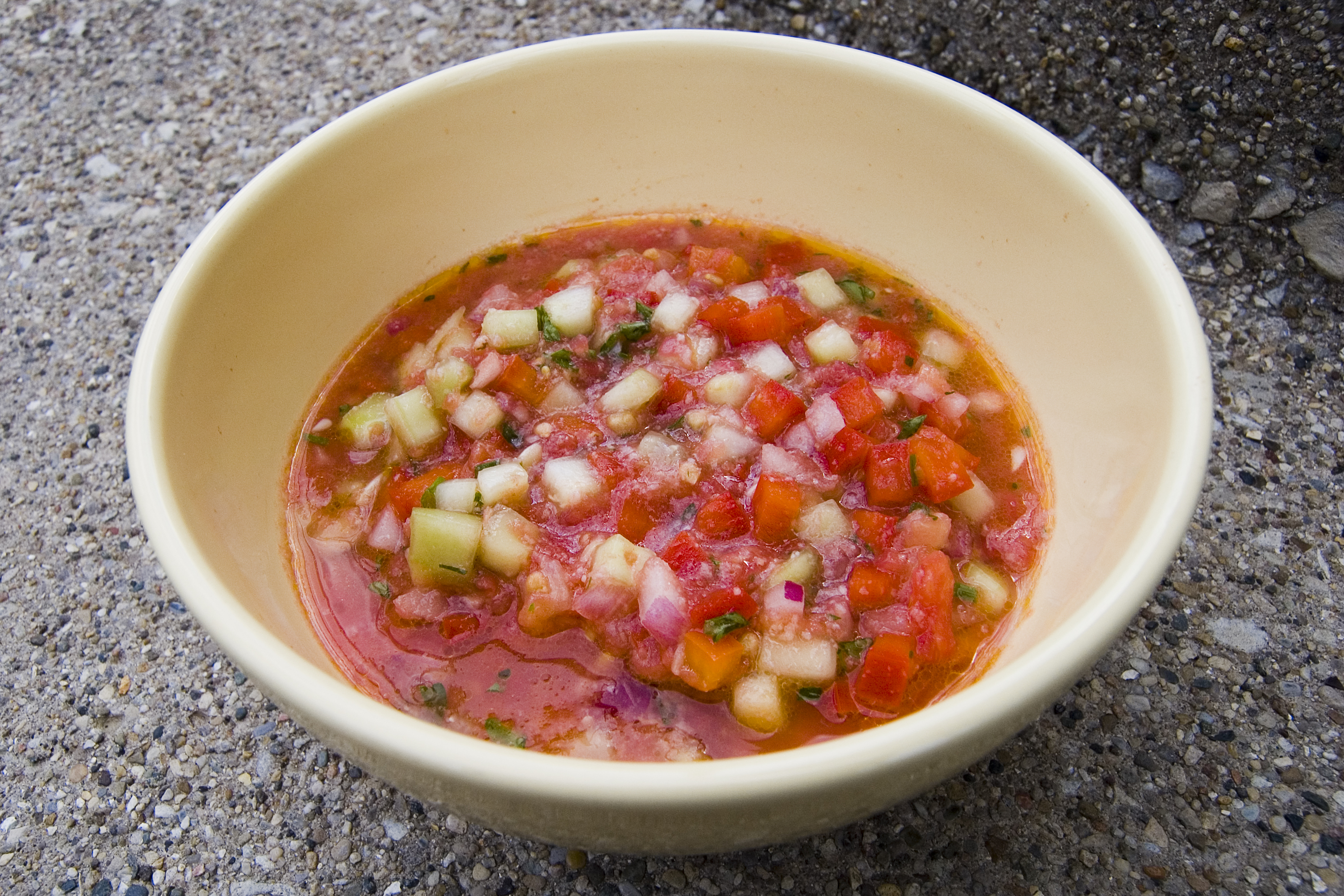
Pipirrana jaenera, uno de los platos bandera de la provincia de Jaén.

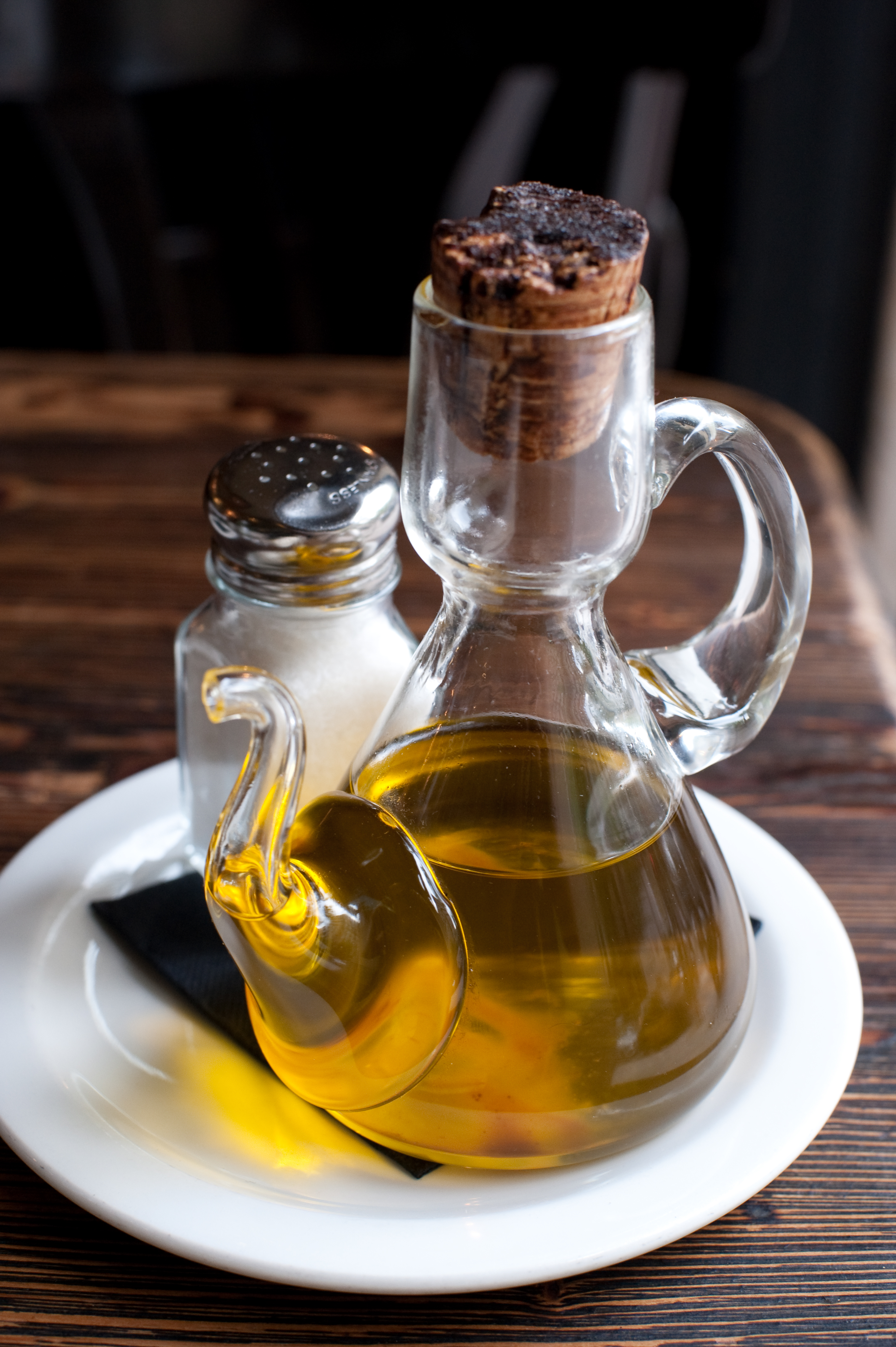
El aceite de oliva es habitual en tierras de olivareros.

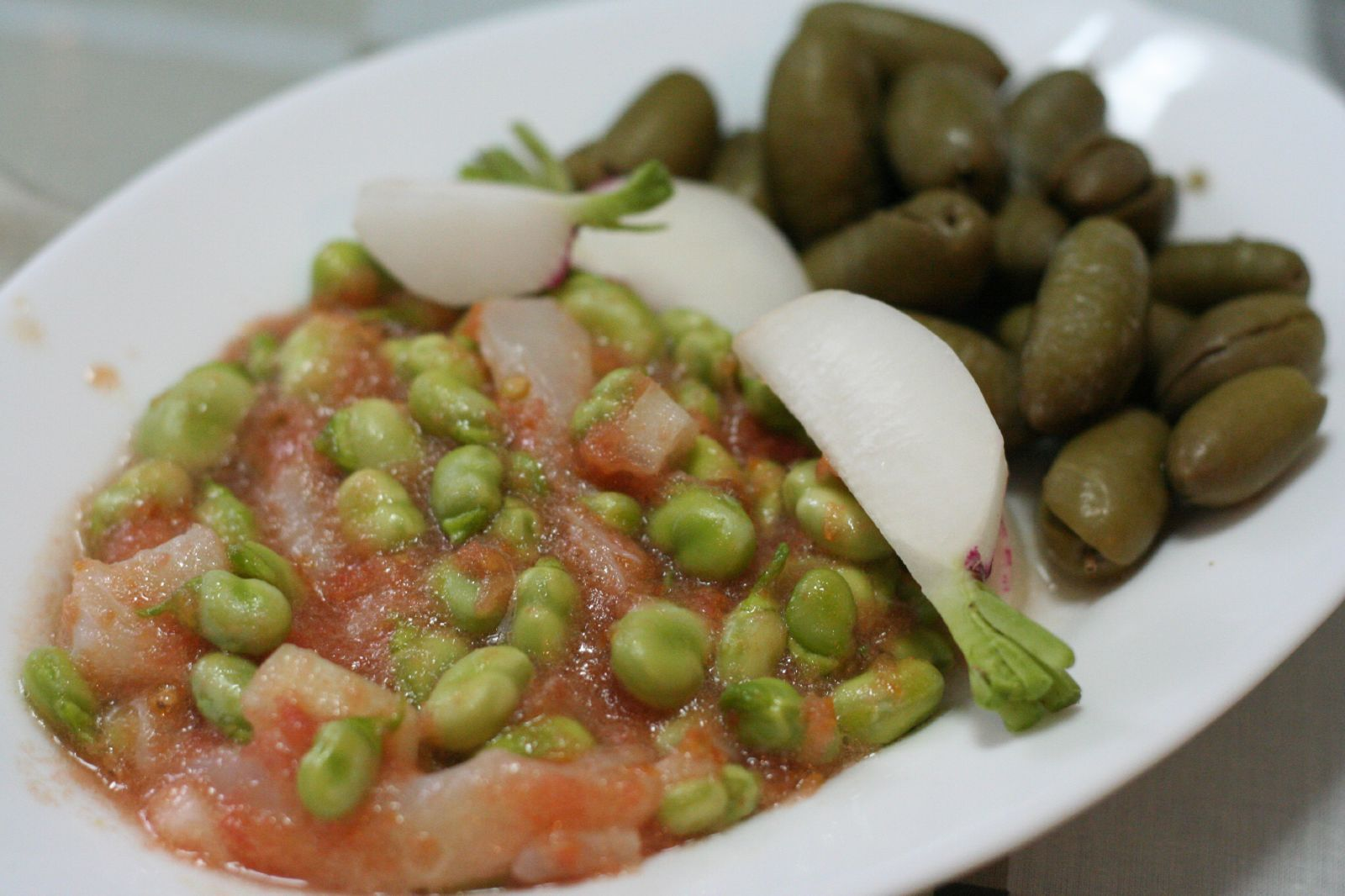
Una tapa de habas verdes, alcaparras y salsa de tomate.

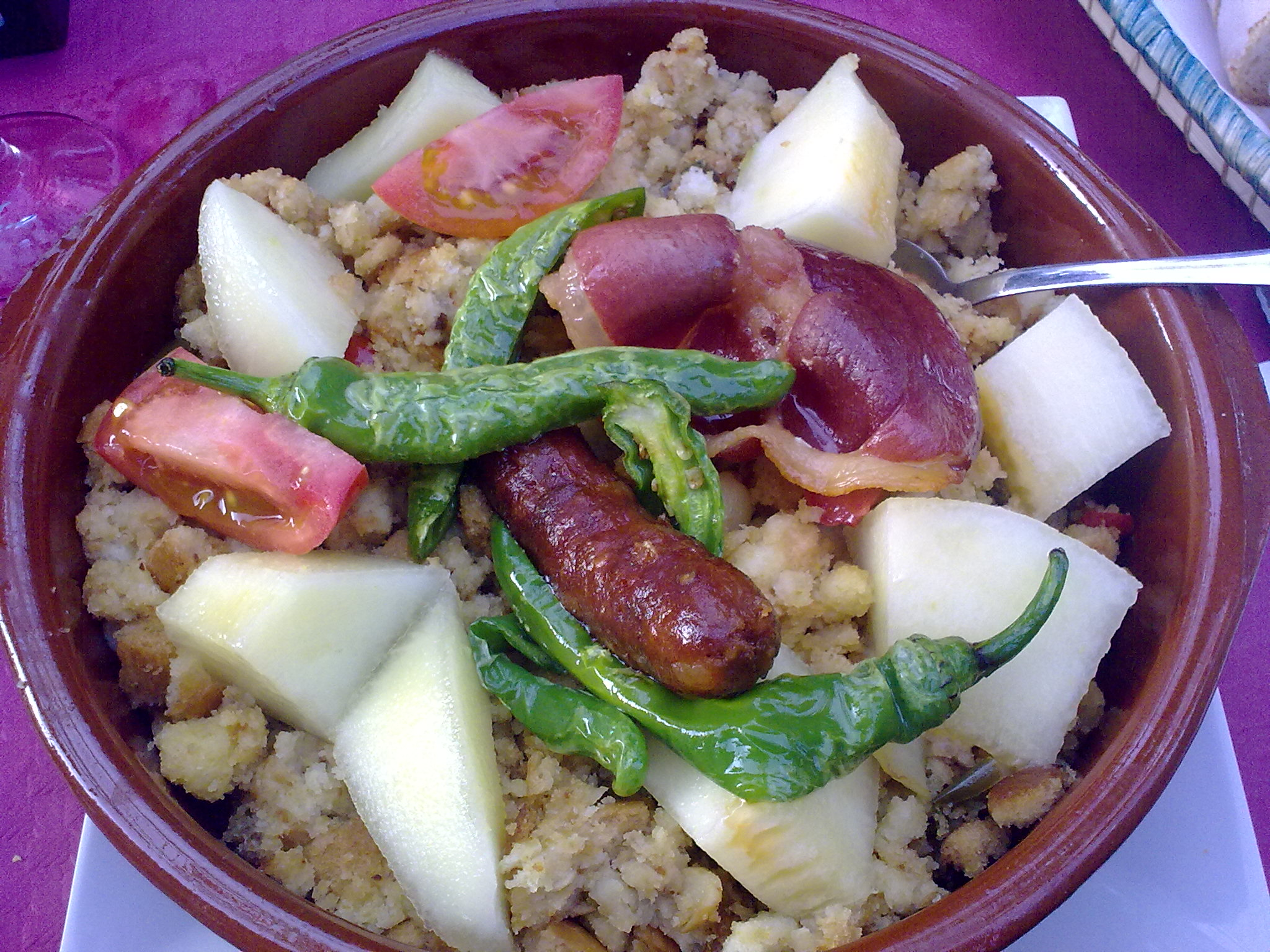
Cazuela de Migas ruleras, plato típico de los días lluviosos de invierno.

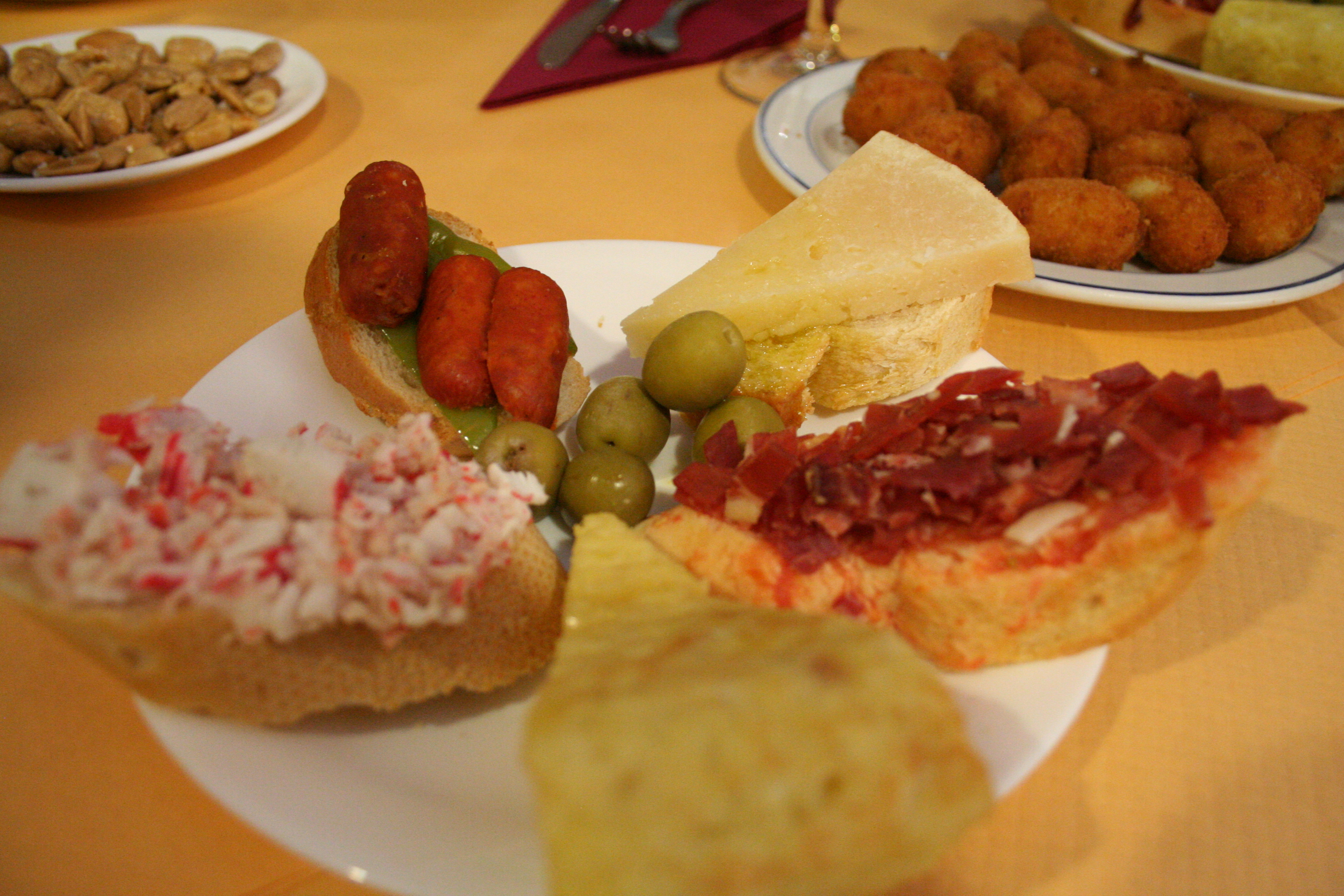
Tapas variadas, de gran tradición gastronómica en la provincia.

La gastronomía de la provincia de Jaén es un estilo culinario típico de la provincia de Jaén. Su ubicación de puente entre Andalucía y Castilla-La Mancha (además de pertenecer al interior) se puede decir que se ve influenciada en dos ejes. Por un lado la cocina jienense de la franja norte tiene similitudes con la manchega. Mientras que por el sur posee muchas influencias granadinas y al oeste un poco de la cocina cordobesa. Históricamente algunos de sus preparaciones encuentran su origen en la cocina andalusí del periodo Medioevo, así como en las preparaciones culinarias pastoriles típicas en norte y este de la provincia. El ingrediente principal, debido a la producción olivarera, corresponde al aceite de oliva. Una de las formas de disfrutar de la cocina de Jaén es mediante el característico tapeo entre bares, siendo la tapa gratuita en toda la provincia.

## Historia
Los orígenes de la cocina jiennense se remontan a la cocina hispanorromana, donde se estableció el ingrediente del aceite de oliva como producción agraria. Durante el periodo andalusí recibió poderosas influencias del califato de Córdoba hasta el establecimiento de la taifa de Jaén. Esto hizo que la zona tuviera poderosas influencias de la cocina andalusí durante un periodo de cinco siglos.
El poeta gastrónomo sevillano del siglo XVI Baltasar de Alcázar ya hace mención de las cacterísticas de la cocina jienense. En su poema hace mención a diversos ingredientes como son las ensaladas y aceitunas moradillas, las morcillas con piñones, etc. 

## Ingredientes
Las migas (tanto de pan como de harina) son muy populares, un ejemplo son las migas serranas acompañadas con rábanos, melón o chocolate. La preparación de algunas salsas como el ajo atao, es frecuente en algunas zonas de norte de la provincia.

### Verduras, legumbres y guisos
Es el ingrediente más habitual en la cocina jiennense proviene de las huertas y campos de la provincia. Muchas de ellas paricipan en los gazpachos diversos. Entre ellos cabe destacar el ajilimojili, el rin-ran, la alboronía de berenjenas (similar al pisto manchego), la popularísima pipirrana. Se encuentran las espinacas al estilo de Jaén (aderezadas con pimientos secos y picatostes), espinacas que se encuentran en las empanadillas de la vigilia (empanadas rellenas a veces de bacalao). Es popular el ajoblanco (servido con pasas), el arroz caldoso con pescado, el gazpachuelo de espárragos verdes, y el salmorejo propio de Jaén. Los guisos de judías verdes (se les denominan "habicholillas/ habicholones -las más grandes-"). Las patatas entran en diversas preparaciones como el ajo harina (guiso con bacalao), el ajo de la mano (patatas hervidas con pimientos y ajo), las patatas a lo pobre, una salsa denominada "de patata" que aparece en diversas preparaciones de carne (habitual en la culinaria de Sierra Morena). El asadillo jiennense que contiene diversas verduras (berenjenas, guisantes, lechugas, habas, espárragos trigueros), la menestra de verduras a la jienense. De la misma forma se realizan encurtidos como las alcaparras y los alcaparrones. Los pimientos se suelen secar y algunos de ellos poseen aplicación habitual en la cocina: un caso es pimiento choricero. Las preparaciones de ensaladas como puede ser la ensalada de alcauciles (elaborada con el cogollo del arcarcil -alcaucil-).
Las legumbres participan en los cocidos, famosos son los potajes de acelgas y espinacas. Es habitual el potaje de habas (habas "cascás" "cascadas"), las judías con perdiz, los potajes de garbanzos con acelgas y espinacas, el potaje de habas secas con berenjenas, el potaje carmelitano, el potaje con panecillos. Entre los arroces es popular el arroz de Jaén, de influencia sureña se tiene también el curioso arroz cortijero. Dentro de los cereales se tienen unas preparaciones de pan denominadas ochíos que se elaboran en diferentes formas a lo largo de la provincia los cucharros que es un canto de pan con aceite y pimentón, que es acompañado con las tradicionales aceitunas aliñadas, habas, rábanos, bacalao, morcilla en caldera (que es una morcilla sin tripa que generalmente se sirve frita), más de chorizo... Pan que aparece en diversas sopas como la sopa buena, las sopas turreñas, etc.

### Carnes y pescados
Las regiones montañosas poseen diversas platos de carne de caza mayor. En muchos municipios la matanza del cerdo deja numerosas preparaciones de embutidos específicos como la morcilla de Jaén, morcilla blanca, el relleno de Carnaval, el picadillo (un jigote de jamón, patatas, ajo, perejil), los andrajos. En algunos casos el "picadillo" antes de ser embutido se sirve en lo que se suele denominar "angelillos". Un ejemplo es el salpicón. "Los platos de cordero son habituales en el norte de la provincia. Es habitual el choto al ajo cabañil, así como el cabrito asado. De influencia de la cocina de córdoba se tienen los flamenquines de jamón enrollado. Algunos guisos que los arquilleros denominan lechepájaros. Los platos de aves poseen a la perdiz y a la codorniz como su protagonista, como la ensalada de perdiz a la baezana, la perdiz escabechada, etc. La carne de caza preparada como el pastel de ciervo con salsa agridulce. Entre las preparaciones con aves se tiene pollo al secretario, típico de Alcalá la Real.  La matanza del cerdo deja abundantes platos y preparaciones, una de las más populares es la morcilla de Jaén.
Los pescados implicados como ingredientes de la cocina jienense, al ser de interior, corresponden a escabeches y salazones (un ejemplo claro es el bacalao en salazón). El bacalao al estilo de Baeza (elaborado con piñones, guisantes y pimientos morrones), el bacalao con alcaparras. En las celebraciones de Santa Catalina son muy populares las sardinas asadas. Entre los pescados de río se tiene la trucha de los ríos de Jaén elaborada con mantequilla, trozos de jamón con tocino, perejil, vino blanco y sal.

### Aceite de oliva
Jaén es tierra de olivares, y no es de extrañar que sea frecuente ver en los platos, tanto el aceite de oliva, como las aceitunas de mesa aliñadas de diversas formas. Son famosos los patés de aceitunas. Es una de las zonas españolas de mayor producción olivarera. Existen diversas denominaciones de origen jienenses como Jaén Sierra Sur, Sierra Mágina, Sierra de Cazorla, Sierra de Segura. El aceite participa en algunas especialiades como el hoyos (pan y aceite). El denominado "hoyo aceitunero" se prepara sacando la miga del pan de un pan redondo y a continuación se le añade un generoso chorreón de aceite de oliva, y a veces tomate. Este sencillo manjar se acompaña en Jaén de aceitunas, bacalao y rábanos.

### Frutas
Las frutas son variadas a lo largo de la provincia, algunas de ellas poseen denominación como son los melones de Grañena, melocotones de Alcaudete, las brevas de Jimena, las ciruelas de Úbeda, los higos de Quesada, las peras del Jandulilla, las cerezas de Torres (Jaén) y Castillo de Locubín (denominadas también como del valle de Jaén), albérchigos, etc. Algunas preparaciones con frutas se confunden con influencias manchegas como es el caso de las peculiares "migas de pan con melón" de Espeluy, el picadillo de naranja, el remojón andaluz, la ensaladilla de "graná" (es decir de granada), la miel de Santa Elena, las mermeladas artesanales de Jimena, etc..

## Bebidas
Jaén cuenta con una cerveza de antigua marca denominada: Cerveza "El Alcázar". En el terreno de los licores es popular en algunas zonas de la provincia una bebida denominada Rosolí o Risol (licor de hierbas), así como las copas de anís (tradicionales en el Castillo de Jaén).

### Vinos
Los vinos son frecuentes en la provincia, conocidos desde antaño, como el mencionado por Baltasar del Alcázar: vino aloquillo (clarete) y pichel. Algunas de las denominaciones de origen son: Tierra de Bailén, Tierra de Torreperogil, Tierra de la Sierra Sur de Jaén. De los vinos se obtienen otras bebidas como puede ser la Cuerva, la Sangría, el Zurracapote.

## Repostería
La repostería jiennense posee los mismos elementos reposteros de la cocina andaluza, es decir mantecados, pestiños (denominados gusanillos), dulces de almendra, roscos, con y sin vino, los alfajores. Se encuentran entre los más populares las gachas dulces (habituales en el día de los difuntos), los mantecados de Villacarrillo, las tortas al hoyo, los roscos de San Marcos, los hornazos de Vilches, la colación de piñoncillo, las rosquillas de garbanzo, los hochíos de Úbeda, etc. En algunos casos se presentan frutas de sartén como los tejeringos. Entre la repostería santoral se encuentran las calabazas de San Antón que se cocinan asadas en almíbar y canela. Algunas preparaciones como la "gallina en leche" (pastel casero elaborado con leche, azúcar, huevos, canela, almendras y pan rallado), algunas preparaciones como los denominados huevos moles. Los pericones (originarios de Arquillos).
La existencia de Conventos da como resultado la popularidad de algunos dulces, tal es el caso del Monasterio de Santa Úrsula, en que se elaboran desde el siglo XVI las famosas Yemas de Santa Úrsula. La repostería de las Madres Trinitarias de Martos, entre la que sobresale la costrada. Propios de Semana Santa son los "panetes de bacalao" y el "arroz dulce", postre de Viernes Santo de curiosa preparación, pues se cuece en un caldo donde previamente han cocido unos ajos, unos pimientos secos y unos pimientos carnosos.

## Ferias culinarias
Algunas de las comarcas y municipios celebran ferias en las que se preparan colectivamente festivales 
- La Fiesta de la Aceituna, que se celebra en el municipio de Martos del 4 al 8 de diciembre y marca el inicio oficial de la campaña de recolección de la aceituna.[7]
- La Butifuera, celebra la finalización de las tareas de recolección de la aceituna (febrero-marzo).
- La Fiesta de la Cereza, que se celebra en el municipio de Castillo de Locubín
- La Fiesta del Remate, que se celebra en el municipio de Beas de Segura.
- La Fiesta del Vino, que se celebra en la primera quincena de marzo en el municipio de Frailes.